# ホンダ・RA270
ホンダ・RA270は、ホンダが開発したフォーミュラ1カーの試作車（プロトタイプ）。1964年2月に初走行した。

## 概要
2輪レースの世界で成功を収めたホンダはF1用エンジンを開発し、世界選手権に参戦することを決定した。最初のエンジン、RA270Eの開発は1962年8月に始まり、1963年中に組み上げられベンチテストが繰り返され、次の段階として実走テストが行われることとなった。当初はホンダが購入したクーパー・T53に搭載するよう計画されたが、クーパーにV型12気筒エンジンを横置きに搭載するには無理があったため、それを参考にオリジナルのテストベッドとしてRA270を作製することになった。設計は2輪の車体を専門としていた馬場利次が担当し、1962年11月より開発に着手し、1963年12月末に完成した。
車名の「RA270」のうち、RAは"Racing Automobile"（レーシングカー）のイニシャルであり、270は「最高速270km/hを目指す」という開発陣の意気込みを表したものである。
シャーシはエンジンの完成に間に合わせることを優先しており、半年後に完成した実戦用マシンRA271のような新技術は盛り込まれていない。構造はモノコック式ではなく、クーパーと同じパイプフレーム式である。エンジンからは12本のエキゾーストパイプが独立して車体後部に伸びているが、これものちに集合式に改められている。車体は金色に塗装されていたが、これはホンダの創業者本田宗一郎が好きな色であったとのことである。当初は塗装ではなく、ボディに金箔を貼ることも望んでいたという。
RA270Eエンジンはチーム・ロータスに独占供給される予定だったが、1964年1月にロータス側から契約解消を告げられたため、ホンダはRA271を作製して独自参戦することになる。RA270は荒川テストコースでシェイクダウンされたのち、来日した元F1王者ジャック・ブラバムによって鈴鹿サーキットで実走行テストが繰り返された。なお、1964年2月に鈴鹿サーキットで行われたシェイクダウンでドライバーを務めたのは、高橋国光と古我信生である。テストでの使用後は本田の指示により破棄され、現車は存在しない。
走行中の映像も残っていないとされてきたが、1964年2月の鈴鹿サーキットでのシェイクダウンの映像を記録したビデオテープが、2013年に埼玉県和光市の本田技術研究所倉庫で見つかり、2015年6月に報道陣に公開された。なおこの映像では、当時のホンダ四輪全体の開発責任者である中村良夫が自らドライバーを務めている。

## 参照
1. 1 2 3  「ニッポンのF1 未知なるグランプリへの挑戦」『F1倶楽部 Vol.7』、p56。
2. ↑  「F1うんちく一夜づけ」『GRAND PRIX SPECIAL 2006年3月号』、p.63。
3. ↑  「レーシングオン No.458」、pp.78-80。
4. ↑  「レーシング・カラーズ」の象徴となったHonda (2/2) - 本田技研工業
5. ↑  ホンダF1の原点ここに 第1号マシンの秘蔵映像発見 - 朝日新聞デジタル・2015年6月8日